# Rym al-Ali
Rym Ali (nacida Rym Brahimi, El Cairo, 1969) es una periodista jordana, esposa del príncipe Ali bin Al Hussein con quien ha tenido una hija y un hijo (Jalila bint Ali y Abdullah bin Ali). Su padre, Lajdar Brahimi, fue ministro argelino de Asuntos Exteriores.

## Educación y carrera
Estudió geografía y en 1990 cursó un máster en literatura inglesa en la Universidad Sorbona Nueva-París 3 y un DEA en ciencias políticas en el Instituto de Estudios Políticos de París. En 1994, estudió un máster de periodismo en la Universidad de Columbia.
Desde 2006 es comisionada ejecutiva de la Royal Film Commission en Jordania y es fundadora del Instituto Jordano de Medios de Comunicación.

## Honores
Nacionales
- Dama gran cordón de la Orden de la Estrella de Jordania.[2]

Extranjeros
- Caballero de la Orden de la Legión de Honor (República Francesa, 20/09/2011).[3]
- Gran Oficial de la Orden del Infante Don Enrique (05/04/2018).[4]
- Dama gran cruz de la Real Orden Noruega del Mérito (Reino de Noruega, 02/03/2020).[5]
- Comendador Gran Cruz de la Orden de la Estrella Polar (Reino de Suecia, 15/11/2022).[6]